# 第2次岸内閣
第2次岸内閣（だいにじきしないかく）は、衆議院議員、自由民主党総裁の岸信介が第57代内閣総理大臣に任命され、1958年（昭和33年）6月12日から1959年（昭和34年）6月18日まで続いた日本の内閣。

## 概要

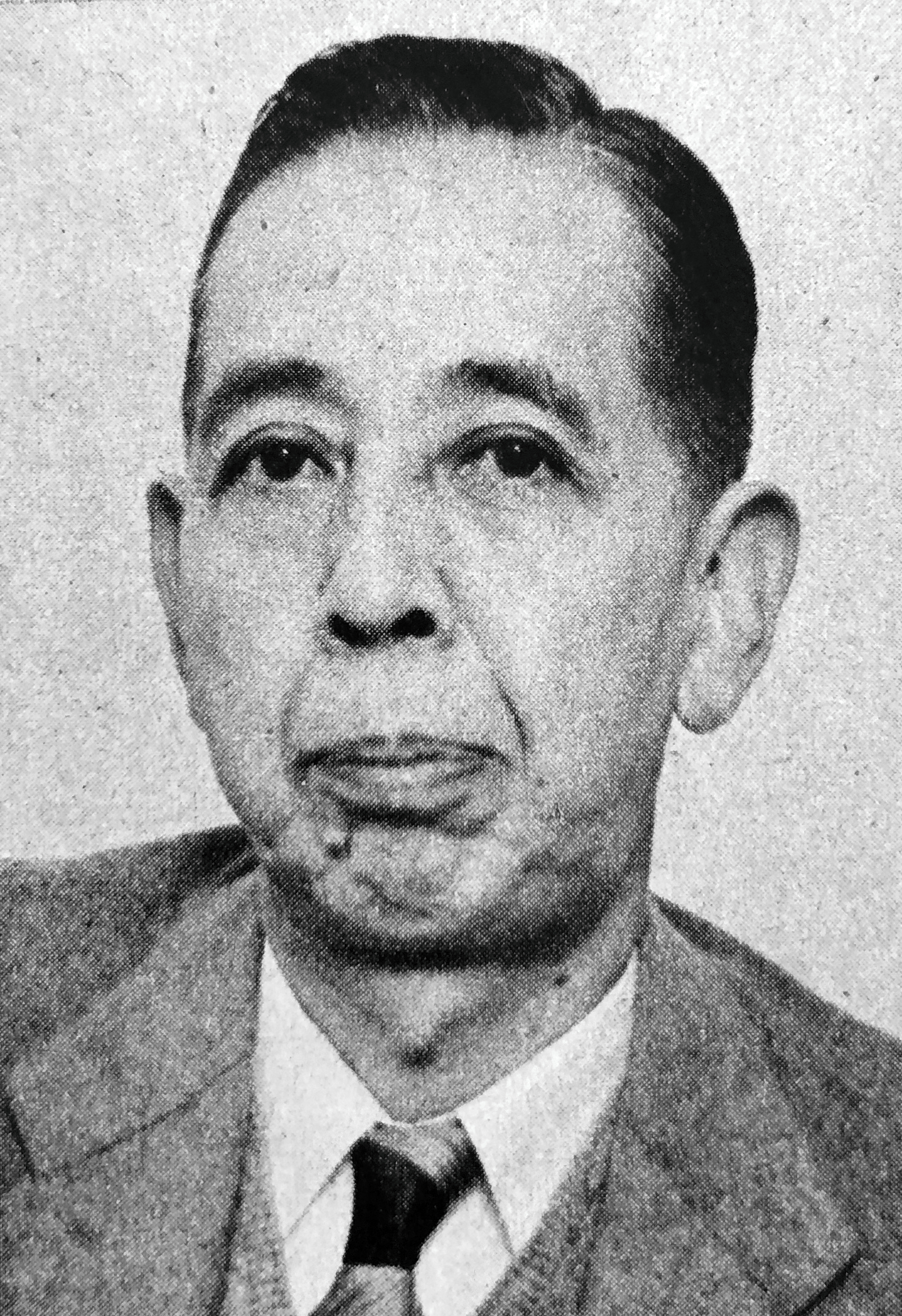
岸信介

第2次岸信介内閣は1958年（昭和23年）5月に施行された第28回衆議院議員総選挙での自由民主党の勝利を受け、その後の第29回特別国会で岸信介が首班指名を受けて、昭和天皇から内閣総理大臣に再任命され、閣僚の認証を経て発足したものである。
この第2次岸信介内閣時代のトピックスとしては、以下がある。
- 皇太子明仁親王と正田美智子との成婚：1959年（昭和34年）4月10日
- ベトナム共和国政府と140億4000万円の戦争賠償支払いで合意した[1]：1959年（昭和34年）5月13日
- 1964年（昭和39年）夏季オリンピックの開催地が、ミュンヘンでの国際オリンピック委員会総会に於いて東京都に正式決定したこと：1959年（昭和34年）5月26日

## 閣僚
- 内閣総理大臣 - 岸信介（岸派）
- 法務大臣 - 愛知揆一（佐藤派）
- 外務大臣 - 藤山愛一郎（岸派）
- 大蔵大臣 - 佐藤栄作（佐藤派）
- 文部大臣 - 灘尾弘吉 （石井派）／（臨時代理）：1958年（昭和33年）12月31日 - - 、橋本龍伍 （佐藤派）／：1959年（昭和34年）1月12日 - 、橋本龍伍
- 厚生大臣 - 橋本龍伍 ／：1959年（昭和34年）1月12日 - 、坂田道太（石井派）
- 農林大臣 - 三浦一雄（岸派）
- 通商産業大臣 - 高碕達之助（河野派）
- 運輸大臣 - 永野護 ／：1959年（昭和34年）4月24日 - - 、重宗雄三（参議院議員）
- 郵政大臣 - 寺尾豐（参議院議員）
- 労働大臣 - 倉石忠雄（大野派）
- 建設大臣、首都圏整備委員会委員長 - 遠藤三郎（岸派）
- 国家公安委員会委員長 - 青木正（兼務、大野派）
- 行政管理庁長官、北海道開発庁長官 - 山口喜久一郎（河野派）
- 自治庁長官 - 青木正（兼務） ／（兼務）：1958年（昭和33年）10月28日 - 、愛知揆一 ／（兼務）：1959年（昭和34年）1月12日 -、青木正
- 防衛庁長官 - 左藤義詮（参議院議員） ／：1959年（昭和34年）1月12日 - 、伊能繁次郎 （参議院議員）
- 経済企画庁長官 - 三木武夫（兼務、三木派） ／（事務代理）：1958年（昭和33年）12月31日 - 、高碕達之助 ／：1959年（昭和34年）1月12日 -、 世耕弘一 （石橋派）
- 科学技術庁長官 - 三木武夫（兼務） ／（事務代理）：1958年（昭和33年）12月31日 - - 高碕達之助 ／（兼務）：1959年（昭和34年）1月12日 - 、高碕達之助
- 国務大臣 - 池田勇人（池田派）： － 1958年（昭和33年）12月31日
- 内閣官房長官 - 赤城宗德（岸派）
- 総理府総務長官 - 松野頼三（佐藤派）
  - 法制局長官 - 林修三
  - 内閣官房副長官（政務） - 松本俊一：1958年（昭和33年）6月14日 -
  - 内閣官房副長官（事務） - 鈴木俊一：1958年（昭和33年）6月14日 - 1959年（昭和34年）6月9日
  - 総理府総務副長官 - 佐藤朝生

## 政務次官
1958年（昭和23年）6月17日任命。
- 法務政務次官 - 木島虎蔵
- 外務政務次官 - 竹内俊吉
- 大蔵政務次官 - 山中貞則・佐野廣
- 文部政務次官 - 高見三郎
- 厚生政務次官 - 池田清志
- 農林政務次官 - 石坂繁・高橋衛
- 通商産業政務次官 - 中川俊思・大島秀一
- 運輸政務次官 - 中馬辰猪
- 郵政政務次官 - 広瀬正雄
- 労働政務次官 - 生田宏一
- 建設政務次官 - 德安實蔵
- 行政管理政務次官 – 濱野清吾
- 北海道開発政務次官 - 佐藤清一郎
- 自治政務次官 - 黒金泰美
- 防衛政務次官 - 辻寛一
- 経済企画政務次官 - 河本敏夫
- 科学技術政務次官 – 石井桂